# Air Sekamanak
Air Sekamanak is een bestuurslaag in het regentschap Bengkulu Utara van de provincie Bengkulu, Indonesië. Air Sekamanak telt 1868 inwoners (volkstelling 2010).